# El algodón volando
El algodón volando es un sencillo juego que se desarrolla de la siguiente manera.
Los jugadores se sientan formando un círculo bastante unidos unos a otros. Uno de ellos toma una vedija de algodón en rama, la echa al aire en medio al círculo y sopla para dirigirla a cualquiera de la reunión. El jugador a quien se dirige el algodón debe soplar al instante para lanzarle a otro lado pues a aquel sobre quien cayere o lo dejase bajar al suelo, pagará una prenda. Se advierte que no se han de emplear las manos ni huir el cuerpo para evitar que el algodón caiga sobre uno, sino únicamente el soplo.
Es muy divertido ver a un mismo tiempo a diez o doce personas estirando el pescuezo y soplando cada una a su manera para enviarse el algodón mutuamente. Sucede a veces que como no se puede reír y soplar a un tiempo, el algodón se introduce en la boca del que en vano trata de soplar. Esto excita la risa de los demás jugadores que le hacen pagar una prenda en castigo de su fallo.